# Franz Coels von der Brügghen

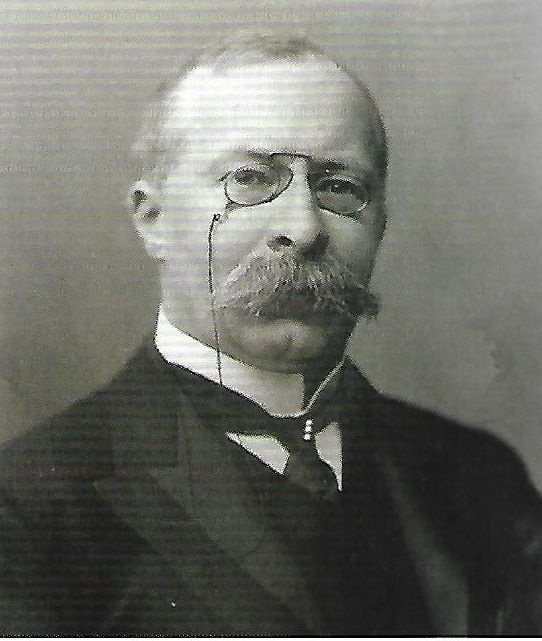
Franz Coels von der Brügghen, um die Jahrhundertwende

Franz Freiherr von Coels von der Brügghen (* 27. Januar 1858 in Aachen; † 8. Oktober 1945 in Bückeburg) war ein preußischer Beamter.

## Leben und Wirken
Der Sohn von Franz Hugo von Coels von der Brügghen (1823–1885) und der Maria Josepha van Houtem (* 1829) entstammte väterlicherseits dem alten belgischen Adelsgeschlecht derer von Coels und großmütterlicherseits dem alten niederrheinischen Adelsgeschlecht von der Brügghen. Sein Großvater, der preußische Landrat Friedrich Joseph Freiherr von Coels von der Brügghen war 1831 in den erblichen preußischen Freiherrenstand erhoben worden und der Familiensitz war bis 1950 die Burg Wilhelmstein in Würselen bei Aachen. Seine Schwester war Marie-Luise von Coels von der Brügghen (1870–1959), Autorin zahlreicher lokalhistorischer Publikationen.
Nach dem Abitur in Aachen studierte Franz von Coels von der Brügghen Rechtswissenschaften unter anderem in Bonn und Leipzig. 1877 legte er die Prüfung zum Gerichtsreferendar und 1882 die zum Regierungsassessor ab. Als solcher war er ab 1882 bei der Regierung in Breslau beschäftigt. Ein Jahr später wurde er zunächst kommissarisch und ab 1884 dann regulär Landrat im Landkreis Aachen. Im Jahr 1899 wurde von Coels von der Brügghen Oberpräsidialrat beim Oberpräsidenten der Rheinprovinz. 1903 wurde er zum Regierungspräsidenten in Arnsberg ernannt. Anschließend war Coels von der Brügghen ab 1909 Unterstaatssekretär im Ministerium der öffentlichen Arbeiten und dort zuständig für die Wasserbauabteilung. Seit 1915 war er Wirklicher Geheimer Rat mit der Anrede Exzellenz. Im Jahr 1918 wurde er zum Staatskommissar für das Wohnungswesen ernannt und war Vorsitzender des Gesamtwasserstraßenbeirats.
Neben seiner dienstlichen Tätigkeit war von Coels von der Brügghen von 1894 bis 1899 (für den Kreis Aachen) und von 1901 bis 1903 (für den Kreis Koblenz) Mitglied des rheinischen Provinziallandtages. Außerdem war er Vorstandsmitglied des Westfälischen Provinzial-Vereins für Wissenschaft und Kunst.